# Sønder Felding
Sønder Felding er en by i Vestjylland med 1.392 indbyggere  (2025), beliggende 20 km øst for Skjern, 24 km nordvest for Grindsted, 12 km sydvest for Kibæk og 27 km sydvest for Herning. Byen hører til Herning Kommune og ligger i Region Midtjylland. I 1970-2006 hørte byen til Aaskov Kommune, hvor Kibæk var kommunesæde.
Byen er især kendetegnet ved sin tilknytning til Skjern Å og dertilhørende laksefiskeri. Mange af byens stednavne bærer derfor præg af forbindelsen til Skjern Å, ligesom laksen også er at finde på diverse skilte, flag, et gavlmaleri, og som en statue på byens torv. Derudover er byen også kendetegnet ved et kristent fællesskab, der udmunder sig i en årlig festival i pinsen. Desuden var kirkens præst Orla Villekjær indtil 2019 offentligt kendt for bl.a. sin kritik af den danske abortlovgivning.
Sønder Felding hører til Sønder Felding Sogn. Sønder Felding Kirke er (bortset fra tårnet) opført i 1100-tallet og ligger i den nordlige del af byen tæt på Skjern Å.

## Geografi
Området omkring Sdr. Felding er præget af et varieret landskab, der afspejler både historiske og geografiske forhold samt menneskets indflydelse på naturen gennem århundreder. Beliggende i den sydlige del af Herning Kommune i Region Midtjylland rummer området en mangfoldighed af naturtyper, der spænder fra bakkede moræneområder og flade hedesletter til lavtliggende vådområder og ådale. Landskabets nuværende form er i høj grad resultatet af istidernes påvirkning, hvor næstsidste istid (Saale-istiden) skabte de højereliggende bakkeøer, mens sidste istid (Weichsel-istiden) efterlod de karakteristiske hedesletter og flade lavområder, der præger området syd for Skjern Å.

### Skjern Å
Den vigtigste vandvej, Skjern Å, løber fra øst mod vest og fungerer som en naturlig skillelinje mellem de to ejerlav Nørrelandet og Sønderlandet. Skjern Å har historisk set været en livsnerve for området, men også en kilde til store udfordringer. De naturlige oversvømmelser skabte frugtbare enge og vådområder, men de gjorde samtidig store dele af det omkringliggende land uegnet til permanent opdyrkning. Dette førte til omfattende menneskelige indgreb i åens naturlige forløb, hvor reguleringen af Skjern Å blev afgørende for udviklingen af det produktive landbrugslandskab. Anlæggelsen af Nørrekanalen (også kendt som Dalgaskanalen) i 1872 forbedrede dræningsforholdene og åbnede nye områder for opdyrkning, især i Nørrelandet nord for åen.
Den største regulering fandt dog sted i 1960’erne, hvor åens slyngede forløb blev rettet ud, og store vådområder blev drænet for at skabe mere landbrugsjord. Selvom dette medførte en midlertidig økonomisk gevinst for området, havde det også negative konsekvenser for den lokale biodiversitet og det hydrologiske system. De oprindelige levesteder for en lang række arter forsvandt, og øget afstrømning samt forurening fra landbruget påvirkede både Skjern Å og Ringkøbing Fjord negativt. I slutningen af 1990’erne blev en del af skaderne forsøgt udbedret med et omfattende naturgenopretningsprojekt, der genskabte åens naturlige slyngninger og genetablerede vådområder langs dens bredder.

#### Nørrelandet og Sønderlandet
Nørrelandet, som udgør den sydligste del af Skovbjerg Bakkeø, er en del af et af de ældste landskaber i Danmark. Bakkeøen består af et bakket morænelandskab med lerholdig jord, der gennem tiden har været en vigtig ressource for landbruget. Lokale områder som Gammelmark, Drongstrup og Overtarp har historisk været præget af intensivt landbrug, hvilket blev yderligere understøttet af dræningsprojekterne langs Skjern Å.

Sønderlandet, som ligger syd for Skjern Å, udgør en fladere og mindre frugtbar del af landskabet, hvor sandede og tørre jorde har præget områdets historie. Store dele af området var tidligere dækket af heder og moser, herunder Felding Mose, som blev udnyttet til tørvegravning under begge verdenskrige. Området var også hjemsted for omfattende brunkulsbrydning under Anden Verdenskrig, hvilket både ændrede landskabet og bidrog til den lokale økonomi. Selvom meget af heden nu er opdyrket, vidner små tilbageværende hedeområder og højdedrag som Bjerge Højdedraget og Tordenbakkerne om regionens oprindelige natur og den lange historie med tilpasning til de geografiske forhold.

## Å-festival
Sdr. Felding er værtsby for den årligt tilbagevendende Å-festival, som er Danmarks største kristne musikfestival. Den foregår hvert år i pinsen på Sdr. Felding Stadion, hvor over 3.000 mennesker, hovedsageligt unge, samles for at høre kristen musik fra Danmark og udlandet. Festivalen er atypisk, idet den udelukkende finansieres af frivillige gaver, så det er gratis at høre musikken. Festivalen arrangeres af en selvstændig forening med rødder i Indre Mission og et stort antal frivillige lokale medarbejdere.

## Faciliteter
- Sdr. Felding Skole er en fællesinstitution med skolen, der har 290 elever, fordelt på 0.-9. klassetrin, SFO’en Fristedet, som 80 af skolens elever går i, og dagtilbuddet Solsikken, som har 16 vuggestuebørn og 60 børnehavebørn. 25 af skolens elever går i to specialklasser.[8]
- Sdr. Felding Hallen blev indviet i 1971 og hedder efter udvidelse i 2016 Det Legende Hus. Foruden idrætshal er der multisal med springgrav og 2 trampoliner, spejlsal til gymnastik og dans, squashbaner, motionscenter og rundt om det hele en udfordrende aktivitetsbane. Kultursalen kan lejes til alle slags arrangementer. Sdr. Felding Gymnastik og Idrætsforening (SFGIF) har ca. 800 aktive medlemmer og tilbyder bl.a. fodbold, håndbold, gymnastik, badminton, senioridræt, volleyball og motionscenter.
- Sønder Felding Højskole gik konkurs i 2004, og i 2006 blev Sdr. Feldings Efterskole oprettet i højskolens bygninger. Skolen har plads til 76 elever, og dens formål er at hjælpe de bogligt svage i deres tempo. I 8. klasse er der højst 12 elever i hver klasse, i 9. og 10. klasse højst 15. Skolen har 27 ansatte.[9]
- Dagmar Bio startede i 1954 som en kommerciel biograf, da byens entreprenør byggede en biografsal i forbindelse med familiens hus. Den fremstår som efter den seneste udvidelse i 1967 og har stadig plads til 129 gæster. Nu drives den af en biografklub, der viser film en gang om ugen. Den bruges også til koncerter, kunstudstillinger og foreningsarrangementer foruden at den kan lejes af private og er et mødested for ældre.[10]
- Byen har en Dagli'Brugs med apoteksudsalg.

## Bynavnet
Den tidligste kendte kilde til navnet Felding stammer fra omkring 1325, hvor det optræder i formen Fillingh. Gennem tiden har navnet udviklet sig og findes i senere kilder som Fillingh (1388), Fyllyng (1425) og Felling (1580). 
Navnets oprindelse kan spores tilbage til det gammeldanske ord fjeld, som dengang betød "udmark" eller "udyrket område". Endelsen -ing er en almindelig tilføjelse i danske stednavne og angiver, at der er tale om et sted eller område. Felding har således oprindeligt refereret til et område i udmarken eller en naturpræget lokalitet. For at adskille byen fra Nørre Felding ved Holstebro blev betegnelsen Sønder tilføjet i 1680’erne og har siden været en fast del af stednavnet.

## Historie

### Fra jæger-samlere til de første bosættelser (ca. 9000-500 f.Kr.)
I vinteren 2000-2001 blev der gennemført arkæologiske udgravninger i Sønder Felding, bl.a. i den sydlige del af det nuværende parcelhuskvarter Åparken . Undersøgelserne afslørede spor af menneskelig aktivitet, der strækker sig over flere tusinde år – fra ældre stenalder til jernalderen.
De ældste fund fra området stammer fra Maglemosekulturen (ca. 9000-6400 f.Kr.), hvor nomadiske jægere og samlere har færdedes i området. Her blev der fundet et kulturlag (aflejringer fra menneskelig aktivitet), som indeholdt små flintspidser til pile, skrabere til bearbejdning af skind og træ og mikroflækker, tynde flintstykker brugt som knive eller værktøjer.
Fund fra senere stenalderkulturer, bl.a. Kongemosekulturen (ca. 6400-5400 f.Kr.) og Ertebøllekulturen (ca. 5400-3900 f.Kr.), antyder, at området fortsat blev brugt, sandsynligvis som jagtområde eller en midlertidig lejrplads.
Fra sen bronzealder og tidlig jernalder (ca. 1100-500 f.Kr.) blev der fundet kogestensgruber, som blev brugt til madlavning ved at opvarme sten og nedgrave dem i jorden. Fund af keramik i forbindelse med disse gruber antyder, at mennesker begyndte at slå sig mere fast ned i området, formentlig i forbindelse med enkle landbrugsaktiviteter.

### Jernalderens bosættelser og jernproduktion (ca. 500 f.Kr.-750 e.Kr.)
Fra førromersk jernalder (ca. 500 f.Kr.-1 e.Kr.) blev der fundet våbenrester, bl.a. et sværd, en spydspids samt dele af skjold- og sværdskeder. Disse fund kan indikere, at området enten har været beboet af en gruppe med militær betydning eller haft en central rolle i samfundets magtstruktur.
I germansk jernalder (ca. 375-750 e.Kr.) var der tydelige spor af fast bosættelse. Udgravningerne afslørede bopladsrester, herunder syv hustomter, hvoraf fire blev helt frilagt. Det bedst bevarede hus var 17 meter langt, hvilket tyder på en større gård eller en del af en landsby. Ud over boliger blev der fundet spor af hegn, trækulsgruber (hvor man fremstillede trækul til smedning) og slaggegrubeovne, hvilket vidner om en organiseret bosættelse med jernproduktion.

### Gravritualer og samfundsstruktur
Området viste også spor af gravritualer fra forskellige perioder. En jordfæstegrav (hvor den afdøde blev begravet i jorden) blev fundet uden præcis datering, mens der desuden blev opdaget to brandgrave, hvoraf den ene indeholdt en lille lerkop, sandsynligvis en del af et begravelsesritual.
Udgravningerne i Sønder Felding viser, at mennesker har brugt og bosat sig i området i omkring 9.000 år. Fra de første jæger-samlergrupper i stenalderen til de jernproducerende landbrugssamfund i jernalderen har landskabet været beboet og udnyttet gennem skiftende kulturer og samfundsformer.
I 1904 beskrives Sønder Felding således: "S.-Felding Kirke (1340: Fillingh), Præstegaard, Missionshus (opf. 1893)" Stedet betegnes altså ikke som en landsby, og det høje målebordsblad bekræfter, at der i 1800-tallet ikke var en landsby omkring kirken, men dog en skole og en smedje.

### Byen i renæssancen (1538-1699)

#### Fruergaard og Skram slægten
I renæssancen var Fruergaard den eneste herregård i Sdr. Felding. Dens historie kan spores tilbage til 1538, hvor den var ejet af adelsmanden Jørgen Skovgaard. Efter hans død overtog hans svigersøn, Hartvig Skram, gården omkring 1553. Derudover ejede Hartvig Skram også "Dejbjerglund" i Dejbjerg, og han var desuden fætter til den danske søhelt Peder Skram.
Hartvig Skram satte sit præg på sognet, især i forbindelse med kirken, hvor han i 1558 lod en ny prædikestol opføre. Denne prædikestol, i sengotisk stil med foldede paneler, bar hans og hustruen Kirsten Skovgaards navne. Hartvig Skram døde omkring 1565. Selvom Hartvig Skram ikke efterlod sig mange spor i danmarkshistorien, nævnes han i dokumenter fra kongens retterting i flere retssager, primært om stridigheder vedrørende bondegods. 
Efter Hartvig Skrams død overtog sønnen Jakob Skram Fruergaard. Han ejede gården frem til sin død i 1625 og blev begravet under koret i Sdr. Felding Kirke. Hans enke, Dorte Friis, videreførte ejerskabet.
I 1890'erne, da der skulles installeres en kakkelovn i kirken, blev der ved en tilfældighed opdaget de to ligkister under gulvet i koret. Undersøgelser afslørede, at ligene i kisterne var af Skram-slægten, der boede på Fruergaard.

##### Svenskerkrigene
I løbet af 1600-tallet begyndte gården at miste sin status som herregård. I 1638 blev en fru Karen fra Fruergaard tiltalt for falskmøntneri, hvilket kan antyde økonomiske problemer. I 1651 blev gården solgt til Fr. Buchwaldt og senere til Caspar von Buchwaldt, men den var allerede under pres.
I 1659 blev Fruergaard hærget under svenskernes felttog. Ifølge lokale beretninger var de svenske soldater placeret på en højderyg syd for gården, da de angreb. Gården blev plyndret og efterladt i ruiner, og den lå øde i flere år.
I 1669 blev gården genopbygget, men uden sin tidligere status. I 1680 blev den stadig officielt betegnet som en hovedgård, men regeringen nægtede at anerkende dens skattefrihed. I 1688 var den reduceret til 11 ½ tdr. hartk. og beboet af bønder. Den endelige ophævelse af dens privilegier fandt sted i 1692, da ejeren Jens Mouritzen Tarm officielt opsagde dens frihed.
I løbet af 1700-tallet blev gården yderligere opdelt og skiftede ejere flere gange. I 1735 blev en del af jorden solgt videre og  i 1789 blev Fruergaard endeligt udstykket i tre selvstændige selvejergårde. Dermed forsvandt dens sidste rest af herregårdsstatus.

### Landsbyen (1700-1899)
Fra 1700-tallet til slutningen af 1800-tallet gennemgik Sdr. Felding en langvarig udviklingsproces, der primært var præget af landbrug og gradvise reformer i ejerskab og dyrkning af jorden.
I begyndelsen af 1700-tallet var området stadig kendetegnet af landsbyernes fælles dyrkningssystemer, hvor bønderne dyrkede jorden sammen og delte ressourcerne. Gårdene var ofte små, og mange områder, især på Sønderlandet, var præget af ufrugtbar hede- og mosejord. Livet i området var primært fokuseret på selvforsyning, hvor landmændene producerede korn, mælk og kød til eget forbrug.
I slutningen af 1700-tallet og begyndelsen af 1800-tallet blev de store landbrugsreformer gennemført, herunder udskiftningen af fællesjordene, hvilket førte til væsentlige ændringer i måden, jorden blev dyrket på. Disse reformer, der begyndte i slutningen af 1700-tallet, gik ud på at opdele de spredte jordlodder, som bønderne tidligere delte, og i stedet tildele hver gård et samlet jordstykke. Dette skabte grundlaget for et mere effektivt og individuelt drevet landbrug, og flere gårde blev samlet under større matrikler, hvilket styrkede landbrugsproduktionen i området.
En vigtig milepæl i byens udvikling var Hedeselskabets stiftelse i 1866, hvor Enrico Mylius Dalgas spillede en central rolle. Gennem Hedeselskabets arbejde blev mange af de ufrugtbare hede- og mosearealer i området, særligt på Sønderlandet, opdyrket og drænet. Enrico Dalgas var også ansvarlig for opførelsen af Skjern Å Nørrekanal (også kendt som Dalgaskanalen) i 1872, som forbedrede afvandingen af markerne langs Skjern Å. Dette projekt muliggjorde en langt mere effektiv overrisling og dyrkning af jorden, hvilket øgede landbrugsproduktionen markant. Dalgas' arbejde var centralt for Sdr. Feldings overgang fra traditionelt landbrug til en mere produktiv og moderne landbrugsdrift.
I løbet af 1800-tallet begyndte områdets landbrug at blomstre, især på Nørrelandet, hvor jorden var mere frugtbar. Gårde som Drongstrupgård og Nederbygård blev udstykket og solgt til nye ejere, hvilket gav mulighed for, at flere gårde kunne udvikles og udvides. Den stigende anvendelse af nye redskaber og teknologier, herunder oprettelsen af vandingssystemer som Nørrekanalen, betød, at bønderne kunne dyrke jorden mere intensivt og effektivt.
Skjern Å var en vigtig livsnerve for området, både som kilde til vanding og som energikilde til vandmøller og senere mejerier. Mod slutningen af 1800-tallet blev der etableret flere mejerier i Sdr. Felding, hvilket blev en drivkraft for lokaløkonomien. I 1884 oprettede den fremsynede landmand August Frederiksen, der ejede gården Engholm, byens første private fællesmejeri. Dette mejeri blev hurtigt en succes, og i 1889 blev det omdannet til et andelsmejeri, hvilket styrkede den kollektive økonomiske udvikling i området. Mejeridriften spillede en central rolle i Sdr. Feldings økonomi, og markerede starten på en industrialiseringsproces, som fortsatte ind i det 20. århundrede.
Samlet set gennemgik byen fra 1700-tallet til slutningen af 1800-tallet en gradvis overgang fra traditionelt landbrug til en mere organiseret og produktiv landbrugsdrift. Hedeselskabets arbejde, Dalgas' indsats med Nørrekanalen og de teknologiske fremskridt i landbruget førte til øget velstand, og skabte fundamentet for byens videre udvikling. Disse ændringer lagde også grundlaget for den industrielle vækst, der i begyndelsen af 1900-tallet blev yderligere forstærket af jernbanens ankomst og byens stigende tiltrækningskraft som industri-by.

### Stationsbyen (1900-1970)
Udviklingen af Sdr. Felding i starten af 1900-tallet og frem til omkring 1970 var præget af en betydelig økonomisk og infrastrukturel vækst, som forvandlede byen fra en lille landbrugsbosættelse til en industriby. En afgørende faktor i denne transformation var etableringen af Troldhede-Kolding-Vejen jernbanen i 1917, som satte gang i byens udvikling og skabte nye økonomiske muligheder. Stationen, der blev anlagt lidt vest for kirken, blev et centralt knudepunkt for både person- og varetransport. Området omkring stationen voksede hurtigt med opførelse af blandt andet et mejeri og nye parcelhuskvarterer i bydele som Nederby og Fruerby.
Jernbanen forbandt Sdr. Felding med større byer og spillede en vigtig rolle i transporten af landbrugsprodukter som mælk, korn og tørv samt brunkul fra de nærliggende hedeområder. Ved stationen blev der anlagt læssespor, svinefold og pakhuse, og der var sidespor til en kornsilo samt et separat spor, der blev opført under Besættelsen. Jernbanen var afgørende for byens økonomi, men da den lukkede i 1968, havde byen allerede udviklet sig til en vigtig industriby med en række nye faciliteter som forsamlingshus, hotel, idrætsplads og flere fabrikker.
Samtidig med jernbanens udvikling blev der gennemført store udstykninger af landbrugsjord til boligbyggeri. På Nørrelandet blev flere gårde udstykket for at imødekomme den voksende befolkning, og arealer langs gader som Skolegade og Bredgade blev omdannet til parcelhuskvarterer. Træindustrien, med virksomheder som Jutlandia og Rationel, voksede i betydning og tiltrak mange nye indbyggere, hvilket førte til yderligere udbygning af byens infrastruktur.
I midten af 1900-tallet var Sdr. Felding en blomstrende by med både landbrug, industri og handel. Jernbanens forløb kan stadig ses i dag, hvor dele af banens tracé er bevaret som stier og grusveje, hvilket markerer den historiske rolle, jernbanen spillede i byens udvikling.

### Besættelsestiden (1940-1945)
I Sønder Felding forløb tiden under den tyske besættelse relativt fredeligt. Beliggende langt ude på landet, var byen stort set ukendt for offentligheden, bortset fra den store mængde brunkul, der blev transporteret fra de omkringliggende kullejer. De få hundrede beboere i byen oplevede kun minimal indblanding fra de tyske besættelsesstyrker og havde travlt med at forsørge sig selv.
Før brunkulsperioden havde man ikke mange penge at gøre godt med, men med krigens behov for kul begyndte tingene at ændre sig. Det tiltrak flere rejsende til området i perioden, da der pludselig var arbejde at få. Især i området omkring Høgsvig blev der gravet brunkul, samt ved Svanholm. Begge områder er i dag omringet af skov, og selve brunkulslejrerne er blevet til søer.

#### Slaget ved Sdr.felding
Den 10. februar 1942 fandt et voldsomt sammenstød sted i Sdr. Felding Forsamlingshus mellem medlemmer af Danmarks Nationalsocialistiske Arbejderparti (DNSAP) og lokale unge fra gymnastikforeningen. DNSAP havde lejet salen til et politisk møde, men den blev allerede brugt til gymnastiktræning, som havde fundet sted regelmæssigt i årevis. Uenighed om retten til lokalet førte til en konfrontation, som senere er blevet kendt som Sdr. Felding-slaget.

I sin bog "En træmands erindringer" skriver Richard R. Nielsen i 1991 om episoden i Sdr.felding:
"Jeg glemmer aldrig den 10 februar 1942. (...) Vi i Gymnastikforeningen havde træning hver tirsdag og fredag, men på en eller anden måde havde eet af bestyrelsesmedlemmerne for Forsamlingshuset lejet huset ud til nazisterne. Da det kom nogle af de unge gymnaster for øre, gik jungletrommen rundt i sognet, at det skulle forpurres." 
I stort undertal fik de danske nazister tæsk af gymnastikkarlene, der resulterede i at fire af nazisterne måtte transporteres til Herning Sygehus i en ambulance med skader, herunder kæbebrud, hjernerystelse, brækket næse og hævede øjne. De resterende nazister flygtede fra byen efterfølgende.
Senere blev en retssag afholdt, der tiltrak stor opmærksomhed. En domsmandsret brugte i oktober 1942 fire dage på at gennemgå sagen, hvor i alt 23 personer stod tiltalt. Af disse var 19 fra Sønder Felding. Aldersmæssigt spændte de fra 19 til 40 år, men størstedelen var i tyverne. Mange af dem var ansat inden for landbruget som medhjælpere, gårdbestyrere eller gårdejere, men der var også seks arbejdsmænd, en bager, en smed, en murer, en skrædder, en vognmand og en landpostbud blandt de tiltalte. Dommene, der var fra 60 dages fængsel til små bøder.

## Erhvervsliv
Størstedelen af Sønder Feldings moderne erhvervsliv har centreret sig om byens træ-industri i forbindelse med produktionen af vinduer og døre - her mest bemærkelsesværdigt på de 3 store fabrikker, Jutlandia, Rationel og West Wood (nu Jeld-Wen). Jutlandia og Rationel har begge først været placeret inde i byen på hhv. Fabriksvej og Nørregade. Sidenhen flyttede begge firmaer til den sydlige del af byen i industrikvarteret, hvorimod Jeld-Wen i dag er placeret i den nordlige ende af byen ved byens rundkørsel.
Væsentlig for byens erhvervsliv var Richard R. Nielsen, der som entreprenant tømrer og fabrikant har haft stor betydning for byens industrielle udvikling og skabelsen af hundredvis af arbejdspladser.
Tæt ved byens kirke blev der den 1 april 2009 opført en 4 meter høj statue kaldet "Træmanden", som et anerkendende nik til byens træindustri. Kunstneren Jørgen Pedersen fra Herning har skabt skulpturen, som Anna og Richard. R. Nielsens Fond har doneret til byen.
Udover produktionen af vinduer og døre har byen også en af Danish Crowns slagteriafdelinger. Derudover er der i dag også en produktion af diverse kabler, kabeltromler mm. på Emtelle som idag har overtaget Rationels gamle lokaler på Vardevej.

### Jutlandia
Dørfabrikken Jutlandia blev grundlagt i 1949 af Richard R. Nielsen og Kaj Bennedsen, og blev i de følgende årtier langt den største virksomhed i byen med sin lokation på Fabriksvej. Fabrikken på Fabriksvej brændte dog ned i juleferien 1969, og en ny lokation var nødvendig. Fabrikken flyttede da til en ny og større lokation på Industrivej, som i mange år fungerede som firmaets hovedsæde.
Denne fabrik brændte dog også delvis ned den 31 maj 2009 i forbindelse med noget arbejde med tagpap. 3 fabrikshaller var brudt i brand og 50 brandmænd var med til at slukke ilden Nu står en stor del af fabrikken tom og forsøges udlejet. Jutlandia-koncernen er nu et konglomerat, delvis dannet ved opkøb af virksomheder i forskellige brancher, bl.a. luftfart med base i Stauning Lufthavn, havemøbler, trægulve og Jutlanprofil, der blev startet i 1989 og fremstiller lister og komponenter i alle slags træ.

### Rationel
Rationel Vinduer og døre blev grundlagt af Richard R. Nielsen efter at han solgte sin andel i Jutlandia fra til Kaj Bennedsen ved årskiftet 1953/54. Planen var, at han så skulle lave beslag til døre, men inden han nåede at komme rigtig i gang med det, fik han en ordre på 31 staldvinduer. Produktionen af staldvinduer blev dog hurtigt overhalet af facadevinduer og sidst i 60’erne tog udviklingen rigtig fart. Parcelhusbyggeriet blomstrede i Sdr. Felding, og Rationel voksede. Den gamle fabrik i Nørregade var efterhånden blevet for lille, og en udflytning var nødvendig.
På bakken syd for Sdr. Felding byggede man helt nye fabrikshaller og i 1974 indvidede man en ikonisk administrationsbygning, som i mange år fungerede som virksomhedens hovedsæde og domicil.
80’erne og 90’erne var præget af opkøb og fusioner og skiftende ejere. I 2004 blev Rationel Vinduer A/S overtaget 100% af VKR Holding A/S og Rationel blev en del af en danskejet koncern. I 2011 flyttede Rationels administration og salgsafdeling til nyt domicil i Herning.

## Galleri
- Skolen
- Solsikken
- Efterskolen
- Hallen
- Biografen
- Jutlandia
- Kirkens Korshærs genbrugsbutik
- Skjern Å

## Kendte personer med tilknytning til byen
- Thomas Skov Gaardsvig
- Niels Holst-Sørensen
- Henning Jacobsen
- Orla Villekjær
- Poul Pilgaard Johnsen
- Henrik Breiner Pedersen